# Скопин, Александр Иванович
Алекса́ндр Ива́нович Скопин — советский и российский математик, один из первых советских специалистов в области компьютерной алгебры.

## Биография
Родился 22 октября 1927 г. в Ленинграде. Отец — Иван Александрович Скопин, профессор математики ЛГУ и Горного института, погиб на фронте; мать — Евгения Александровна Смирнова — химик.
Окончил математико-механический факультет ЛГУ (1951) и аспирантуру ЛОМИ (1954), ученик Д. К. Фаддеева.
С 1954 г. и до последних дней работал в ЛОМИ. По совместительству преподавал на кафедре алгебры ЛГУ.
Доктор физико-математических наук.
Область научных интересов: изучение р-расширений локальных полей; структура нижнего центрального ряда групп бернсайдовского типа, экспоненты которых являются степенью простого числа; методы компьютерной алгебры в теории групп; методы компьютерной алгебры для исследования свойств вложения подгрупп в симметрических группах малой степени.

## Основные работы
- Вопросы теории представлений алгебр и групп. 4, Зап. научн. сем. ПОМИ, 227, ред. З. И. Боревич, Б. Б. Лурье, А. И. Скопин, 1995, 161 с.
- Вопросы теории представлений алгебр и групп. 3, Зап. научн. сем. ПОМИ, 211, ред. Б. Б. Венков, З. И. Боревич, А. И. Скопин, 1994, 213 с.
- Вопросы теории представлений алгебр и групп. 1, Зап. научн. сем. ЛОМИ, 191, ред. Б. Б. Венков, З. И. Боревич, А. И. Скопин, 1991, 166 с.
- Вопросы теории представлений алгебр и групп. 2, Зап. научн. сем. ЛОМИ, 198, ред. Б. Б. Венков, З. И. Боревич, А. И. Скопин, 1991, 113 с.
- Аналитическая теория чисел и теория функций. 8, Зап. научн. сем. ЛОМИ, 160, ред. Б. Б. Венков, З. И. Боревич, Г. В. Кузьмина, А. И. Скопин, О. М. Фоменко, 1987, 304 с.
- Модули и алгебраические группы. 2, Зап. научн. сем. ЛОМИ, 132, ред. З. И. Боревич, А. И. Скопин, 1983, 192 с.
- Модули и алгебраические группы, Зап. научн. сем. ЛОМИ, 114, ред. З. И. Боревич, А. И. Скопин, 1982, 224 с.
- Модули и линейные группы, Зап. научн. сем. ЛОМИ, 103, ред. З. И. Боревич, А. И. Скопин, 1980, 160 с.
- Кольца и модули. 2, Зап. научн. сем. ЛОМИ, 94, ред. З. И. Боревич, А. И. Скопин, 1979, 152 с.
- Модули и представления, Зап. научн. сем. ЛОМИ, 71, ред. З. И. Боревич, А. И. Скопин, 1977, 287 с.
- Модули в теории представлений и алгебраической геометрии, Зап. научн. сем. ЛОМИ, 57, ред. З. И. Боревич, А. И. Скопин, 1976, 178 с.
- Кольца и модули, Зап. научн. сем. ЛОМИ, 64, ред. З. И. Боревич, А. И. Скопин, 1976, 162 с.